# 壁宿增二
飛馬座72，又名BD+30 4978，HD 221673、SAO 73341、HR 8943，是飛馬座的一颗恒星，视星等为4.98，位于銀經104.09，銀緯-28.69，其B1900.0坐标为赤經23h 28m 59.4s，赤緯+30° -28.69′ 24″。